# Le Morne
Le Morne – niewielka miejscowość w południowo-zachodniej części Mauritiusa, na wpisanym na listę światowego dziedzictwa UNESCO półwyspie Le Morne Brabant. Miejscowa ludność pracuje w salinach przy wydobyciu soli morskiej. 
Osada Le Morne została założona w XIX wieku przez ukrywających się tu zbiegłych niewolników.